# Clemens August Joseph Schlüter
Clemens August Joseph Schlüter ( 1836, Berlín - 1906, Bonn) fue un algólogo, botánico, paleontólogo, y geólogo alemán. Fue profesor de Geología y Paleontología y director del Instituto Paleontológico de la Universidad de Bonn. Trabajó activamente en fósiles del Devónico

## Obra
- hana Byra, clemens august j. Schlüter. 1985. Revision of the Chaetetida and Tabulata described from the Rhenish Devonian by Cl. Schluter (1880-1889). N.º 2888 de GSC. Editor Translation Bureau, 239 pp.

- clemens august joseph Schlüter. 1892. Die regulären Echiniden der norddeutschen Kreide. N.º 5 de Abhandlungen der Königlich Preussischen geologischen Landesanstalt. Editor Verlag der Simon Schropp'schen Hof-Landkartenhandlung (J.H. Neumann), 243 pp.

- ---------------------------------------. 1890. Natur und Gnade: Gedichte. Editor F. Schöningh, 268 pp.

- ---------------------------------------. 1889. Anthozoen des rheinischen Mittel-Devon. Volumen 8, Número 4 de Abhandlungen zur geologischen Specialkarte von Preussen und den thüringischen Staaten. Editor In Commission bei der S. Schropp'schen Hof-Landkartenhandlung (J.H. Neumann) 205 pp.

- ---------------------------------------. 1883. Die regulären Echiniden der norddeutschen Kreide

- ---------------------------------------. 1877. Kreide-Bivalen: zur Gattung Inoceramus. Editor T. Fischer, 40 pp.

- ---------------------------------------. 1876. Verbreitung der Cephalopoden in der oberen Kreide Norddeutschlands. 75 pp.

- ---------------------------------------. 1871. Cephalopoden der oberen deutschen Kreide. Editor Fischer, 120 pp.

- ---------------------------------------. 1867. Beitrag zur Kenntniss der jüngsten Ammoneen Norddeutschlands. Editor A. Henry, 40 pp.

## Honores

### Epónimos
- (Alismataceae) Echinodorus schlueteri Rataj[3]

- La abreviatura «Schlüter o Schluter» se emplea para indicar a Clemens August Joseph Schlüter como autoridad en la descripción y clasificación científica de los vegetales.[4]